# Унгюэле
Унгюэле́ (также Юнгюёлээ, Юнгюэле, Унгуёле) — река в Якутии (Россия), левый приток Алдана, принадлежит к бассейну реки Лены. Протекает по территории Алданского улуса Якутии. Длина — 239 км, площадь водосборного бассейна составляет 12200 км².
Берёт начало на северных склонах Алданского нагорья на высоте более 507 метров над уровнем моря. Течёт в восток-юго-восточном направлении почти параллельно Алдану по таёжной местности. Пересыхает в верховьях, и даже в среднем течении, где принимает множество небольших притоков, также пересыхающих. Долина реки у подножия Алданского нагорья глубокая и узкая, обрамленная скалистыми утесами. Пойма почти отсутствует, за исключением последнего участка течения, где Унгюэле делает широкий изгиб к северу и впадает в Алдан слева в 1211 км от его впадения в Лену, у села Чагда, которое расположено на противоположном берегу, на высоте менее 182 м над уровнем моря. Ширина в нижнем течении — около 100 м при глубине 0,7 м. Река замерзает с октября по май.
Населённых пунктов на реке нет.
На берегах реки имеются скалы с петроглифами, изображающими оленей и человеческие фигуры, которые имели ритуальное значение в культуре эвенков.

## Основные притоки[4]
| Название  | Расстояние от устья | Длина | Положение |
| --------- | ------------------- | ----- | --------- |
| Эдис      | 22                  | 158   | левый     |
| Кумахы    | 62                  | 156   | левый     |
| Эйим-Юрэх | 139                 | 60    | левый     |
| Дарылык   | 161                 | 35    | левый     |
| Амбардах  | 179                 | 39    | левый     |

## Данные водного реестра
По данным государственного водного реестра России относится к Ленскому бассейновому округу, речной бассейн — Алдан, водохозяйственный участок — Алдан от водомерного поста города Томмот до впадения реки Учур.
Код объекта в государственном водном реестре — 18030600212117300008870.